# Mesacmaea mitchelli
Mesacmaea mitchelli är en havsanemonart som först beskrevs av Gosse 1853.  Mesacmaea mitchelli ingår i släktet Mesacmaea och familjen Haloclavidae. Inga underarter finns listade i Catalogue of Life.